# العقر (جبلة)

تعديل مصدري - تعديل

العقر هي إحدى قرى عزلة المعشار بمديرية جبلة التابعة لمحافظة إب، بلغ تعداد سكانها 713 نسمة حسب تعداد اليمن لعام 2004.